# Leucocoryne violacescens
Leucocoryne violacescens är en amaryllisväxtart som beskrevs av Rodolfo Amando Philippi. Leucocoryne violacescens ingår i släktet Leucocoryne och familjen amaryllisväxter. Inga underarter finns listade i Catalogue of Life.